# Космос-1423
Космос-1423 је један од преко 2400 совјетских вјештачких сателита лансираних у оквиру програма Космос.
Космос-1423 је лансиран са космодрома Тјуратам, Бајконур, СССР, 8. децембра 1982. Ракета-носач Р-7 Семјорка (рус. Семёрка) (8К71, НАТО ознака SS-6 Sapwood) са додатим степеном је поставила сателит у орбиту око планете Земље. Маса сателита при лансирању је износила 6050 килограма. Космос-1423 је био комуникациони сателит.